# Окраинное море

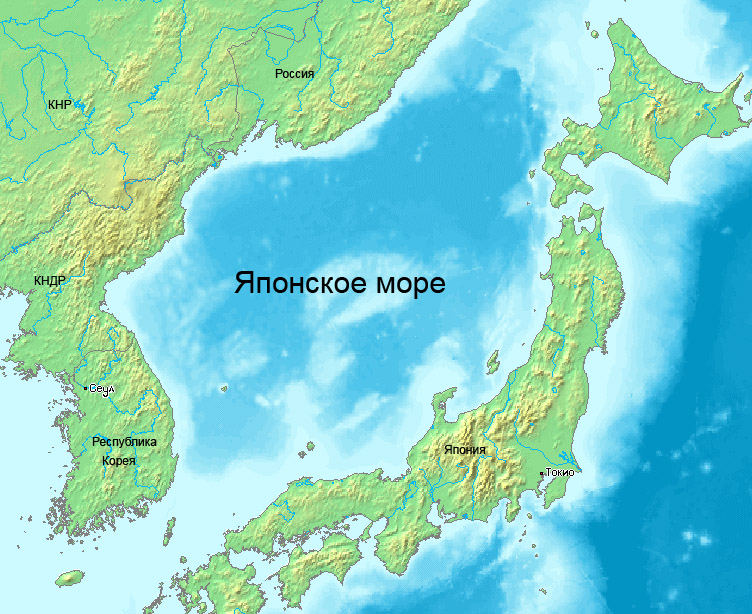
Японское море — пример окраинного моря.

Окра́инное море — прилегающее к материку море, слабо отделённое полуостровами и островами от океана. Окраинные моря противопоставляются внутренним и межостровным. Часть окраинных морей расположены на шельфе и материковом склоне, другая часть — глубоководные океанические моря. На характер донных отложений, климатический и гидрологический режимы, органическую жизнь сильное влияние оказывает не только материк, но и океан.
К окраинным относят, в частности, моря: Баренцево, Восточно-Сибирское, Карское, Лаптевых, Чукотское (Северный Ледовитый океан), Жёлтое, Японское (Тихий океан). К этой категории принадлежат также все моря, омывающие Антарктиду, кроме моря Скоша, которое является межостровным.